# Лауинген
Лауинген (на немски: Lauingen) е град на Дунав в Баварска Швабия, провинция Бавария, Германия.
Намира се на 37 km северозапано от Улм. Има население от 10 598 жители към 31 декември 2013 г.
Алберт Велики е роден в Лауинген ок. 1200 г.